# Santa María Tonaguia
Santa María Tonaguia är en ort i Mexiko.   Den ligger i kommunen Santo Domingo Roayaga och delstaten Oaxaca, i den sydöstra delen av landet, 400 km sydost om huvudstaden Mexico City. Santa María Tonaguia ligger 1 416 meter över havet och antalet invånare är 407.
Terrängen runt Santa María Tonaguia är huvudsakligen bergig, men åt nordväst är den kuperad. Runt Santa María Tonaguia är det glesbefolkat, med 19 invånare per kvadratkilometer. Närmaste större samhälle är San Ildefonso Villa Alta, 12,6 km väster om Santa María Tonaguia. I omgivningarna runt Santa María Tonaguia växer i huvudsak städsegrön lövskog.